# Масерија Фортино (Салерно)
Масерија Фортино је насеље у Италији у округу Салерно, региону Кампанија.
Према процени из 2011. у насељу је живело 90 становника. Насеље се налази на надморској висини од 97 м.